# Angulicytherura truncata
Angulicytherura truncata is een mosselkreeftjessoort uit de familie van de Cytheruridae. De wetenschappelijke naam van de soort is voor het eerst geldig gepubliceerd in 1995 door Schornikov & Dolgov.